# Kraftwerke Hinterrhein
Die Kraftwerke Hinterrhein AG, abgekürzt KHR, mit Sitz in Thusis, Kanton Graubünden, erzeugt mittels einer dreistufigen Wasserkraftwerksgruppe elektrische Energie insbesondere für ihre als Aktionäre beteiligten so genannten Partnerwerke.

## Geschichte
Im frühen 20. Jahrhundert entstanden erste Pläne für Wasserkraftwerke zur Nutzung der Wasserkraft des Hinterrheins und seiner Zuflüsse. 1942 wurde das Konsortium Kraftwerke Hinterrhein (KKH) gegründet, mit dem Ziel, Speicherwerke in der Region  Hinterrhein zu realisieren. Das Projekt scheiterte an politischem Widerstand, weil Splügen und ein Teil von Medels unter Wasser gesetzt worden wären. In der Folge wurde im Valle di Lei das Stauwerk für den späteren Lago di Lei geplant. Mit einem Staatsvertrag zwischen der Schweiz und Italien im Jahr 1949 wurde die Gründung der Kraftwerke Hinterrhein AG im Jahr 1956 und der Baubeginn des Stauwerks Lago di Lei im Jahr 1957 ermöglicht. Die Bauarbeiten dauerten sechs Jahre und wurden im Herbst 1962 mit dem ersten Vollstau beendet.

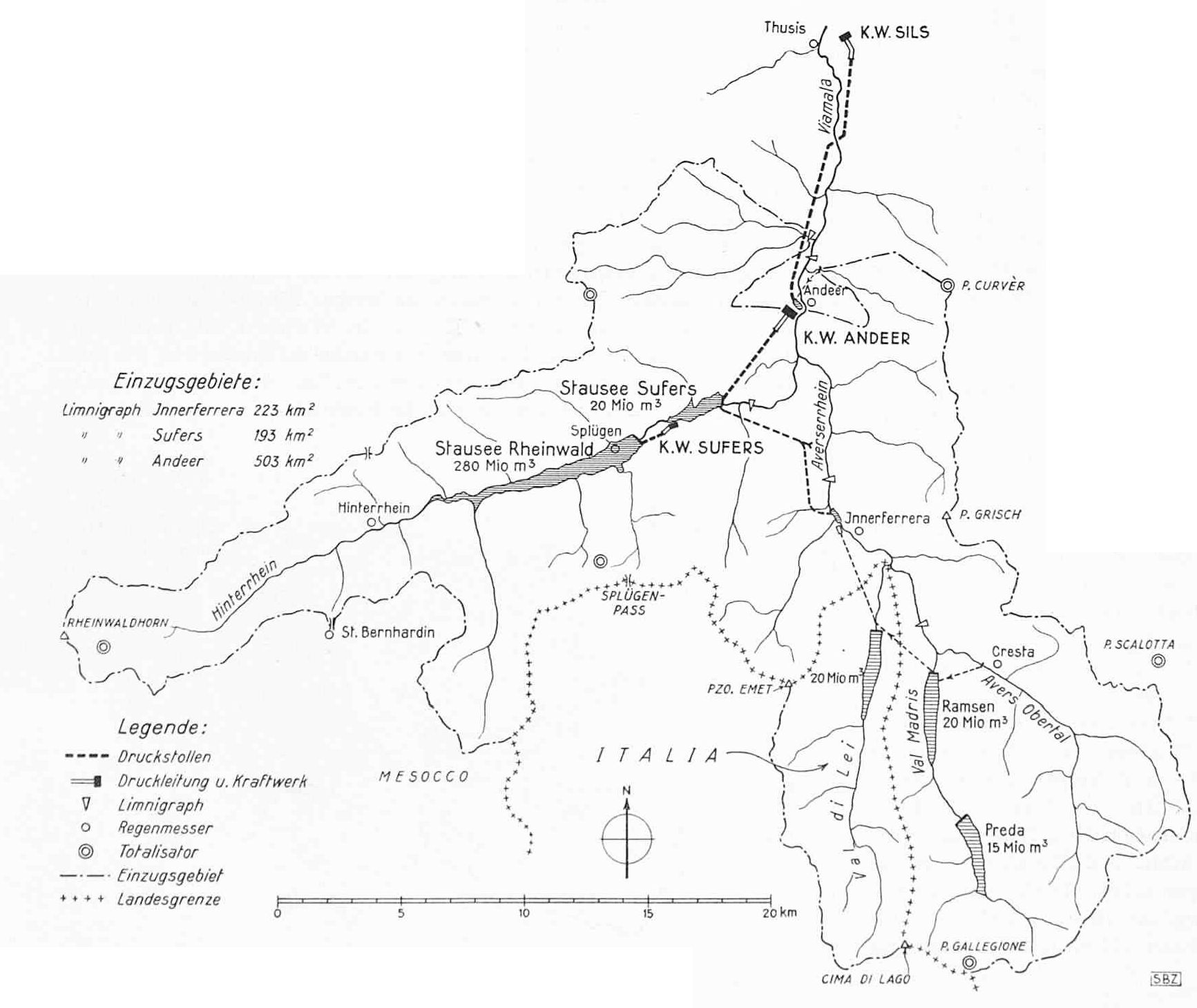
Übersichtsplan des Projektes von 1942
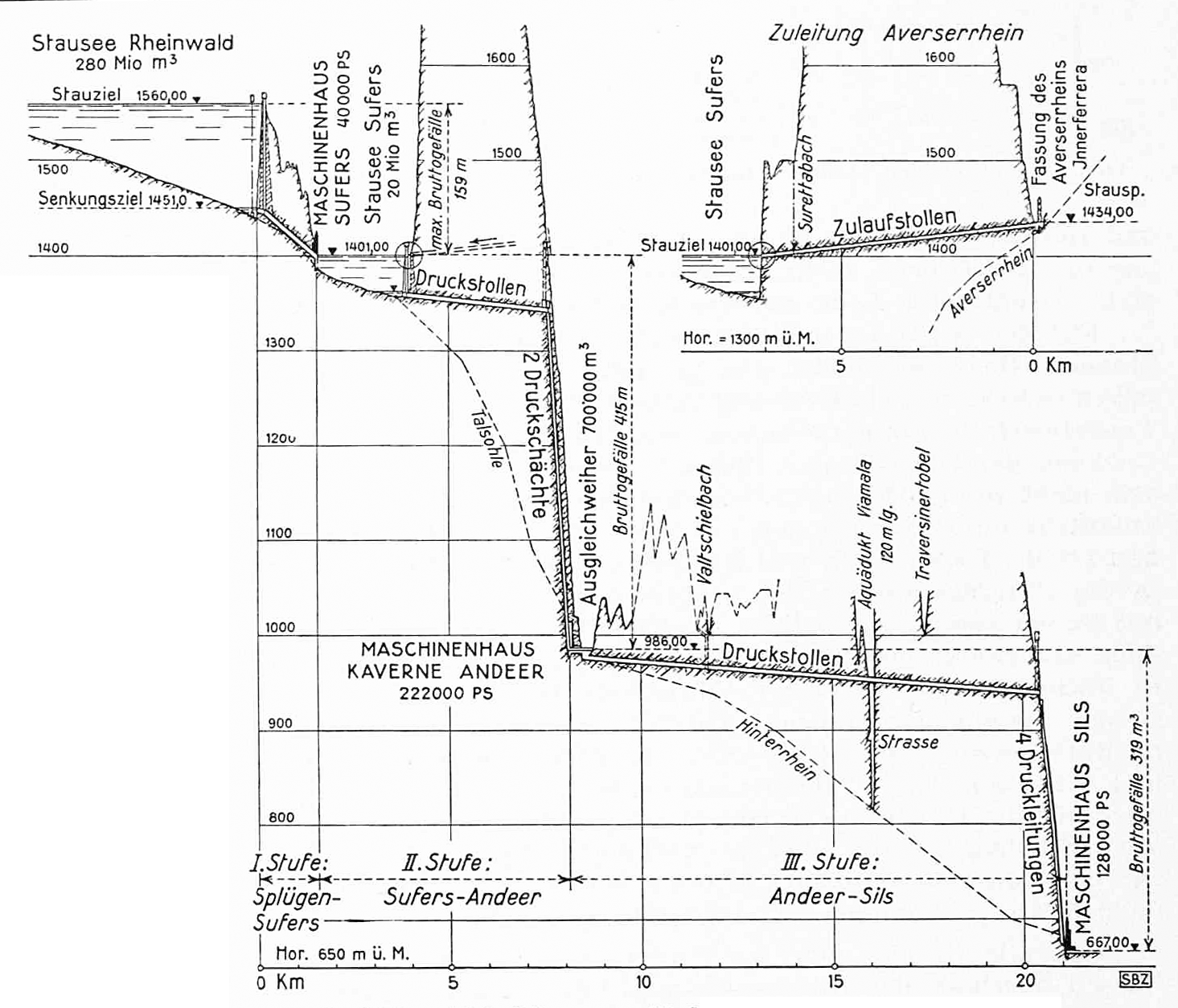
Längsprofil des Projektes von 1942
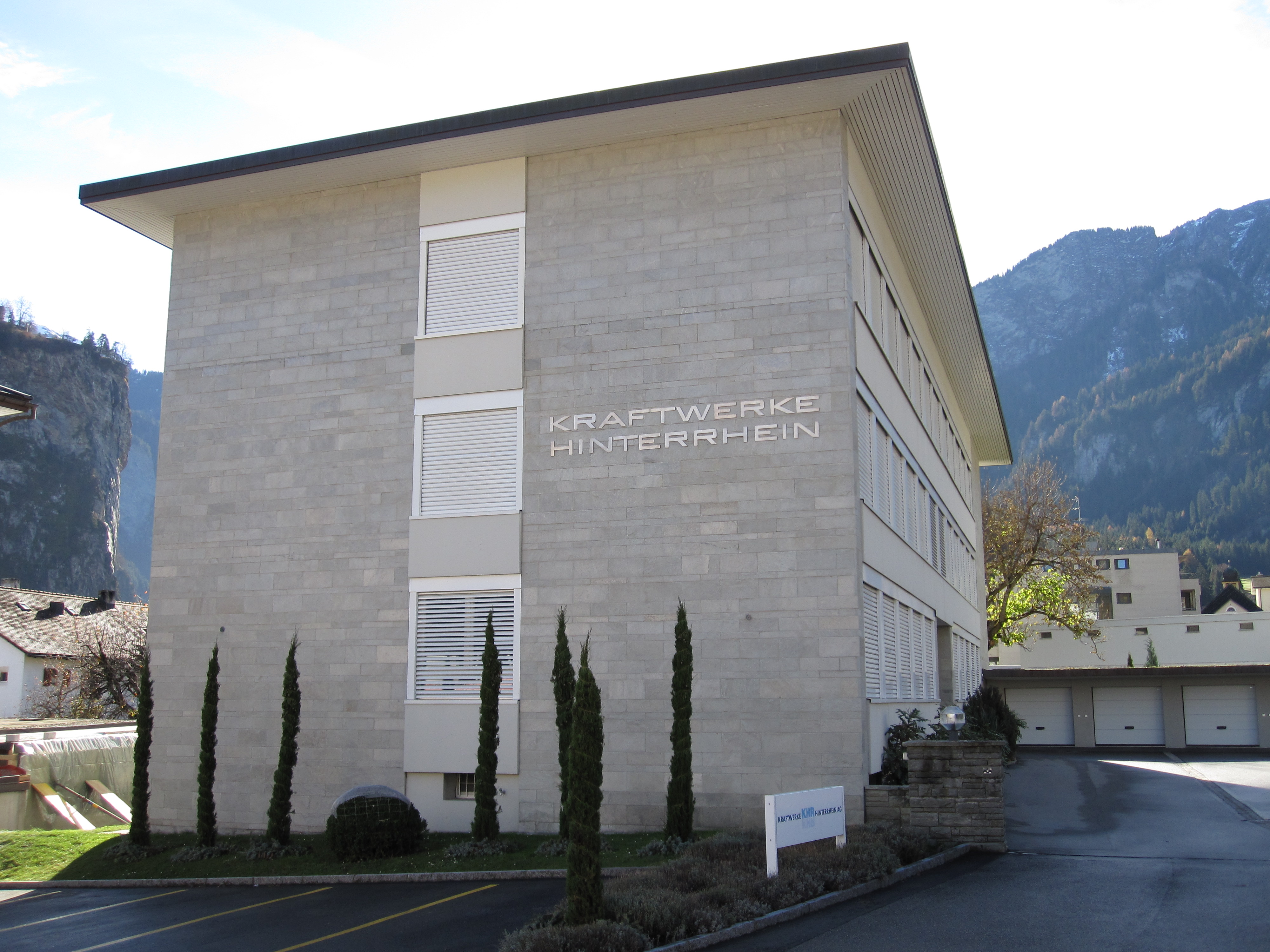
Verwaltungsgebäude in Thusis

## Eigentümer
Bei den Aktionären der Kraftwerke Hinterrhein AG handelt es sich um von den KHR so genannte Partnerwerke. «Diese Partner tragen gemäss ihren Beteiligungen die Produktions- und Investitionskosten der KHR und erhalten dafür den ihnen zustehenden Anteil der produzierten elektrischen Energie und Leistung, die sie in ihren jeweiligen Verteilgebieten absetzen. Als Produktionsbetrieb sind die KHR nur am Rande in die Stromverteilung involviert: Im Rahmen der sogenannten Talversorgung versorgt das Unternehmen die Konzessionsgemeinden mit Energie zu Vorzugspreisen.»
Aktionäre der Gesellschaft sind (geordnet nach Beteiligungsanteilen) Stand 2024
- Edison International Shareholdings S.p.A. Mailand: Anteil 20,00 %
- Stadt Zürich, vertreten durch das EWZ: 19,50 %
- Axpo Power AG, ehemals NOK: 19,50 %
- Kanton Graubünden: 12,00 %
- Alpiq Suisse SA: 9,28 %
- BKW Energie AG: 7,72 %
- Repower AG: 6,50 %
- Konzessionsgemeinden: 3,00 %
- IWB (Industrielle Werke Basel) 2,50 %

## Technik

### Lago di Lei

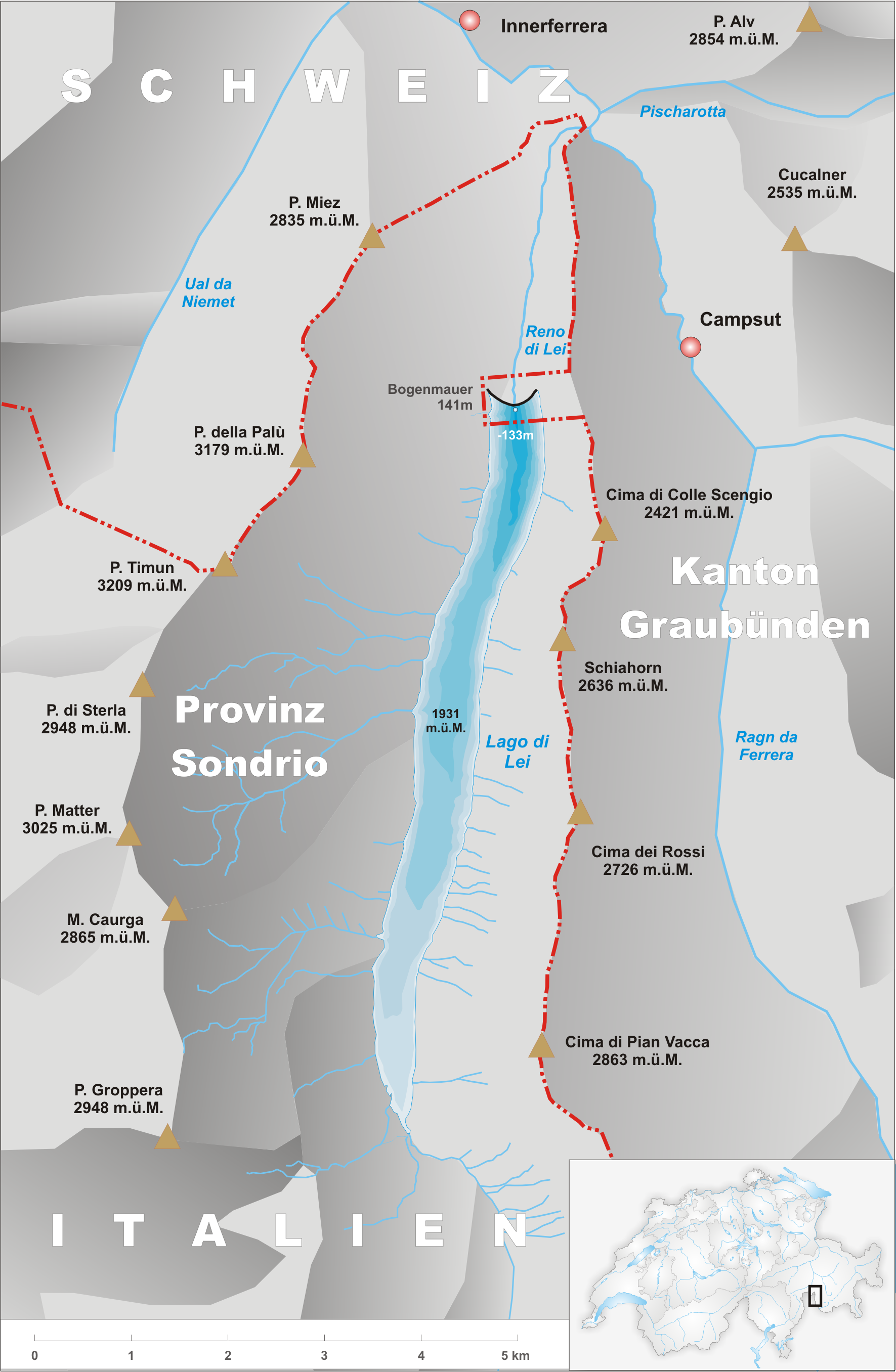

Der Lago di Lei ist der oberste Stausee, der sogenannte Kopfspeicher der Kraftwerksgruppe. In ihm werden das Niederschlags- und Schmelzwasser gesammelt, damit es im Winter bei Spitzenenergiebedarf zur Verfügung steht. Neben den natürlichen Zuflüssen wird auch Wasser vom Maleggbach, Bacherbach, Jupperbach und vom Averser Rhein aus dem Avers zugeführt. Dieses Wasser gelangt zuerst in das Auffangbecken Preda im Madris, das den Madriserrhein staut. In diese Auffangbecken gelangt auch zugeleitetes Wasser vom Blesbach, Pisciabach und Parebach aus dem Madris. Das Auffangbecken ist über einen fünf Kilometer langen Stollen mit dem Lago di Lei verbunden. Weiter wird Wasser vom Sufnersee und aus dem Ausgleichsbecken Ferrera durch die Zentrale Ferrera in den Lago di Lei gepumpt.

### Zentrale Ferrera
Das Wasser aus dem Lago di Lei wird in der Zentrale Ferrera verarbeitet. Die Anlage ist in einer 143 m langen, 29 m breiten und 24 m hohen Kaverne installiert, die 180 m tief im Berg liegt. Ungewöhnlich ist die Ausrüstung mit drei horizontalen Francis-Turbinen trotz einem Gefälle von über 500 m, wo normalerweise nur noch Pelton-Turbinen zum Einsatz kommen. Das verarbeitete Wasser wird in den Sufner See geleitet.
Die drei Turbinen können auch als Pumpen betrieben werden, so dass einerseits Wasser aus dem oberhalb des Kraftwerks liegenden Ausgleichsbecken Ferrera, aber auch Wasser vom Sufnersee in den Lago di Lei gepumpt werden kann. Um Wasser aus dem Sufnersee zu pumpen, müssen zusätzlich zwei im Keller der Kaverne installierte Pumpen in Betrieb genommen werden, die das Wasser entweder den Francis-Turbinen zuführen oder in das Ausgleichsbecken pumpen.

### Sufnersee

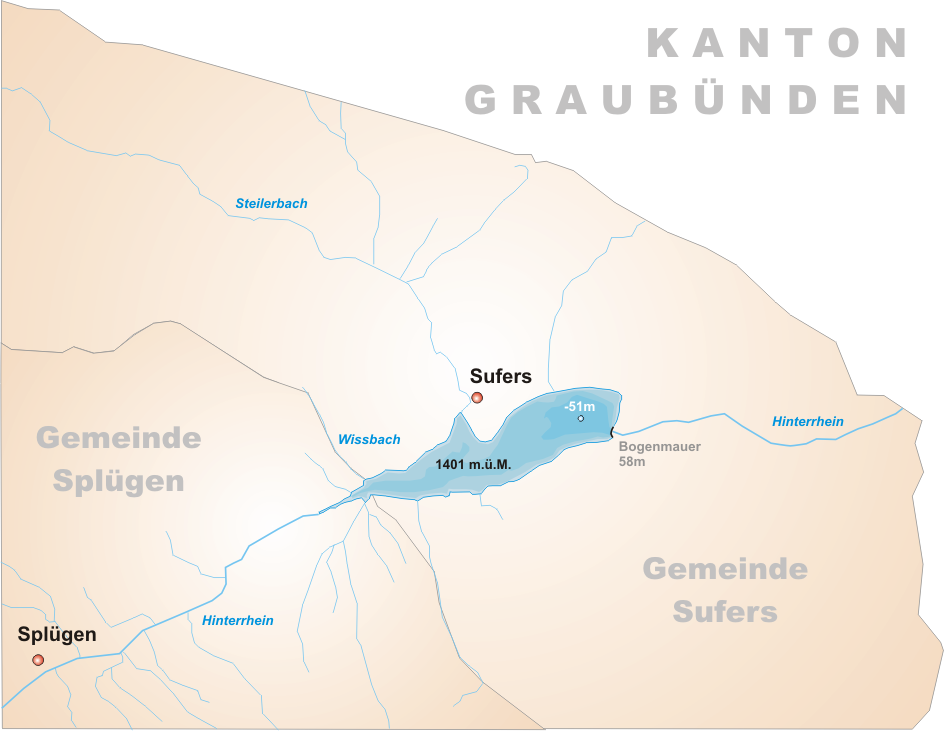

Der Sufnersee wird von einem «Crestawalddamm» genannten Erdschüttdamm und einer Bogenstaumauer aufgestaut. Sein Wasser kann entweder von der Zentrale Bärenburg verarbeitet werden oder durch die Zentrale Ferrera in das Ausgleichsbecken Ferrera oder in den Lago di Lei befördert werden.

### Zentrale Bärenburg
In der Zentrale Bärenburg sind vier vertikale Francis-Turbinen installiert, mit welchen das Wasser aus dem Sufnersee verarbeitet wird. Das Maschinenhaus ist in einer Gewichtsstaumauer integriert, welche das Ausgleichsbecken Bärenburg aufstaut und gleichzeitig auch noch die Schaltanlage trägt.

### Zentrale Sils
Die Zentrale Sils verarbeitet das Wasser aus dem Ausgleichsbecken Bärenburg. Es sind vier vertikalachsige Francis-Turbinen mit Drehstromgeneratoren für die Erzeugung von 50-Hz-Landesenergie, sowie zwei Pelton-Turbinen mit Einphasengeneratoren für die Erzeugung von 16,7-Hz-Bahnstrom für die Rhätische Bahn aufgestellt. Das Kraftwerk erzeugt ungefähr 40 % des von der Rhätischen Bahn benötigten Fahrstroms.

### Zentrale Thusis
Dieses Kraftwerk nutzt das von der Zentrale Bärenburg ins Flussbett des Hinterrheins abgegebene Dotierwasser im Laufwasserkraftwerksbetrieb mit zwei horizontalachsigen Francis-Turbinen. Es dient der Stromversorgung der umliegenden Gemeinden.

### Schaltanlage Sils
Der von den Zentralen Ferrera und Bärenburg erzeugte Strom wird über eine 220-kV-Leitung nach Sils transportiert. Von der Schaltanlage in Sils gelangt der Strom mit der 380-kV-Leitung Sils-Fällanden in den Grossraum Zürich.